# Empis gravipes
Empis gravipes är en tvåvingeart som beskrevs av Friedrich Hermann Loew 1856. Empis gravipes ingår i släktet Empis och familjen dansflugor. Inga underarter finns listade i Catalogue of Life.